# 고유럽 제어

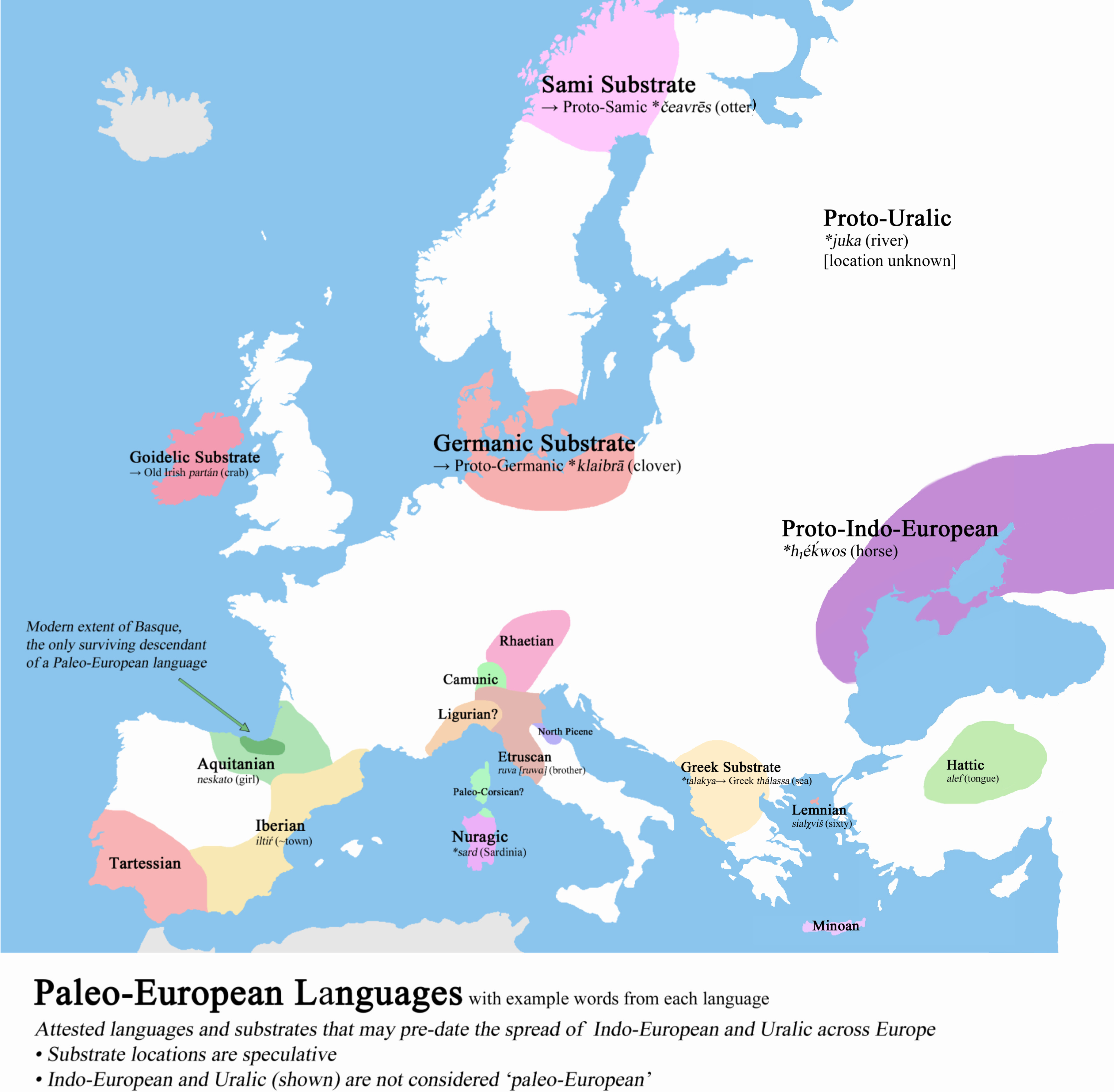
가설적인 선사시대 유럽의 기층언어들의 분포

고유럽 제어(Paleo-European languages)는 인도유럽어족 도래 이전에 유럽에서 쓰이던 언어들의 총칭이며, 일반적으로는 마지막 빙하기 직후인 1만년 전부터 사용되어온 언어들을 지칭한다.

## 개요
인도유럽어족의 공통조어인 원시 인도유럽어가 발원한 기원전 4500년 경 이전에 유럽에서는 많은 언어들이 쓰였을 것으로 추정되나, 이에 대해 확실하게 밝혀진 사항은 사료의 부족으로 인해 그리 많지 않다. 그러나 현전하는 고대 유럽의 지명이나 인명, 현존하는 유럽 제어에 남아있는 비(非) 인도유럽어족 계통 언어에서 유래한 어휘들을 이용해서, 유럽 제어들의 기층 언어가 된 것으로 보이는 언어들을 재구하는 연구는 활발하게 일어나고 있다. 또 에트루리아어나 이베리아어, 미노스어 등으로 된 현전하는 사료들을 해독하거나, 유일하게 현존하는 고유럽 제어 계열 언어인 바스크어에 대한 역사언어학적 연구를 통해, 해당 언어들의 실체를 규명하는 연구 또한 활발하게 일어나고 있다.

## 기록되거나 재구된 언어들

### 이베리아반도
- 바스크어족
  - 아키타니어: 고대 피레네산맥 이북의 아키타니(Aquitani)족의 언어. 바스크어의 친척이거나 직계 조상이다.
  - 바스크조어: 현대의 바스크어 방언들을 기반으로 재구되는 언어학적 조상언어.
- 이베리아어
- 타르테시아어

### 이탈리아반도
- 티르세니아어족
  - 에트루스카어
  - 라이티아어
  - 렘노스어
  - 카무니어?
- 고코르시카어
- 고사르데냐어
- 북피체니어?: 2021년 한 연구에서 알려진 비문 증거가 모두 위조일 가능성이 제기되었다.
- 시카니어
- 엘리미어: 시칠리아의 일부 동전과 비문 조각으로부터 알려져 있다.

### 에게해 지역
- 선그리스 기층언어: 그리스어는 인도유럽어(아마도 아나톨리아어파)와 비 인도유럽어의 2가지 기층의 영향을 받았다.
- 미노스어: 선형문자 A가 표기하는 언어이다.
- 순크레타어: 미노스어의 후손일 수 있으나 상세히 알 수 없다.
- 키프로스-미노스어
- 순키프로스어
- 파이스토스 원반의 언어

### 북유럽
- 게르만어 기층 가설
- 고이델어 기층 가설
- 선핀우그리아 기층언어
  - 고라플란드어: 사미어에서 보이는 기층언어. 핀어에서도 기층의 존재가 유추되며 아마 사미어의 기층언어와 연관이 있다.

### 기타
- 바스크어 기층 가설
- 알바니아어의 기층

## 같이 보기
- 선인도유럽 언어
- 고유럽